# Osos de Rivas 2022
Questa voce raccoglie le informazioni riguardanti gli Osos de Rivas nelle competizioni ufficiali della stagione 2022.

## LNFA Serie A 2022

### Stagione regolare
| Rivas-Vaciamadrid 15 gennaio 2022, ore 15:00 1ª giornata | Osos de Rivas | 34 – 17 referto | Gijón Mariners | Polideportivo Cerro del Telégrafo |

| Las Rozas de Madrid 22 gennaio 2022, ore 17:00 2ª giornata | Las Rozas Black Demons | 13 – 16 referto | Osos de Rivas | Campo de Rugby El Cantizal |

| Rivas-Vaciamadrid 12 febbraio 2022, ore 15:00 4ª giornata | Osos de Rivas | 35 – 0 referto | Murcia Cobras | Polideportivo Cerro del Telégrafo |

| Fuengirola 20 febbraio 2022, ore 12:00 Recupero 3ª giornata | Fuengirola Potros | 0 – 41 referto | Osos de Rivas | Polideportivo Elola |

| Gijón 5 marzo 2022, ore 12:00 6ª giornata | Gijón Mariners | 3 – 34 referto | Osos de Rivas | Complejo Deportivo Las Mestas |

| Rivas-Vaciamadrid 19 marzo 2022, ore 15:00 7ª giornata | Osos de Rivas | 36 – 12 referto | Las Rozas Black Demons | Polideportivo Cerro del Telégrafo |

| Rivas-Vaciamadrid 26 marzo 2022, ore 15:00 8ª giornata | Osos de Rivas | 34 – 6 referto | Fuengirola Potros | Polideportivo Cerro del Telégrafo |

| Murcia 9 aprile 2022, ore 17:00 9ª giornata | Murcia Cobras | 25 – 30 referto | Osos de Rivas | Estadio José Barnés |

### Playoff
| 7 maggio 2022 Semifinale | Osos de Rivas | 39 – 7 | Badalona Dracs |  |

| 21 maggio 2022 Spanish Bowl | Osos de Rivas | 28 – 12 | Las Rozas Black Demons |  |

## Statistiche di squadra
| Competizione           | %Vittorie | In casa | In casa | In casa | In casa | In casa | In casa | In trasferta | In trasferta | In trasferta | In trasferta | In trasferta | In trasferta | Totale | Totale | Totale | Totale | Totale | Totale |
| Competizione           | %Vittorie | G       | V       | N       | P       | Pf      | Ps      | G            | V            | N            | P            | Pf           | Ps           | G      | V      | N      | P      | Pf     | Ps     |
| ---------------------- | --------- | ------- | ------- | ------- | ------- | ------- | ------- | ------------ | ------------ | ------------ | ------------ | ------------ | ------------ | ------ | ------ | ------ | ------ | ------ | ------ |
| LNFA Stagione regolare | 1.000     | 4       | 4       | 0       | 0       | 139     | 35      | 4            | 4            | 0            | 0            | 121          | 41           | 8      | 8      | 0      | 0      | 260    | 76     |
| LNFA Playoff           | 1.000     | 2       | 2       | 0       | 0       | 67      | 19      | 0            | 0            | 0            | 0            | 0            | 0            | 2      | 2      | 0      | 0      | 67     | 19     |
| Totale                 | 1.000     | 6       | 6       | 0       | 0       | 206     | 54      | 4            | 4            | 0            | 0            | 121          | 41           | 10     | 10     | 0      | 0      | 227    | 95     |